# Gahnia
Gahnia J.R.Forst. & G.Forst. é um género botânico pertencente à família Cyperaceae.
O gênero é composto por aproximadamente 95 espécies.
Na classificação taxonômica de Jussieu (1789), Gahnia é um gênero  botânico,  ordem  Cyperoideae,  classe Monocotyledones com estames hipogínicos.

## Sinônimos
- Lampocarya R.Br.
- Phacellanthus Siebold & Zucc. (SUH)

## Principais espécies
- Gahnia baniensis
- Gahnia graminifolia
- Gahnia mariscus
- Gahnia polyphylla
- Gahnia urvilleana
- «PPP-Index Lista completa»